# كوينتانا، تكساس
كوينتانا هي بلدة تقع في مقاطعة برازوريا، تكساس، الولايات المتحدة. وصل عدد سكانها 56 نسمة حسب تعداد 2010.

## جغرافية
تقع كوينتانا في جنوب مقاطعة برازوريا، على شاطئ كوينتانا على طول خليج المكسيك. يحدها مدينة سرفسايد بيتش من الشمال الشرقي، ومدينة فريبورت من الجنوب الغربي في منطقة شاطئ بريان، يفصل الممر المائي الساحلي في الشمال الغربي كوينتانا عن الجزء الرئيسي من فريبورت.
وفقًا لمكتب الإحصاء الأمريكي، تبلغ مساحة مدينة كوينتانا الإجمالية 2.0 ميل مربع (5.2 كـم2) منها 0.66 ميل مربع (1.7 كـم2) أرض ومساحة 1.4 ميل مربع (3.5 كـم2) بنسبة 67.87% تغطيها المياه.

### المناخ
يتميز المناخ في هذه المنطقة بصيف حار ورطب وشتاء معتدل إلى بارد بشكل عام، وفقا لتصنيف مناخ كوبن، كوينتانا لديها مناخ شبه استوائي رطب.

## التعليم
تخدم المدينة منطقة مدارس برازوسبورت المستقلة.
- مدرسة فريبورت الابتدائية (الصفوف ما قبل الروضة – الصف الأول)[11]
- مدرسة فيلاسكو الابتدائية (الصفوف 2-4)[12]
- مدرسة لانير المتوسطة (الصفوف 5-6)
- مدرسة فريبورت المتوسطة (الصفوف 7-8)
- مدرسة برازوسبورت الثانوية (الصفوف 9-12)

وتخدم المدينة أيضًا كلية برازوسبورت.
يخدم المدينة نظام مكتبة مقاطعة برازوريا.